# Robbers Cave-experimentet
Robbers Cave-experimentet var en serie experiment för att undersöka hur vänskap och fiendskap, lojalitet och förräderi inom och mellan grupper kunde uppkomma och förändras. Det leddes av den turkisk-amerikanske socialpsykologen Muzafer Sherif under 1949‒1954. De tre experimenten hade olika uppläggning, men försökspersonerna var vid alla tillfällena pojkar på sommarläger.

## Experiment 1949 och 1953
I det första experimentet 1949 delades pojkarna in i två grupper. Genom forskarnas manipulationer uppstod fiendskap mellan dem, men den upphörde när en tredje grupp introducerades i lägret, när man alltså fick en yttre fiende.
Försöket 1953 gick inte som det var tänkt. Pojkarna gjorde uppror mot forskarna när de förstod hur dessa försökte styra grupperna.

## Robbers Cave 1954
Robbers Cave State Park är ett populärt och vidsträckt natur- och fritidsområde i Oklahoma i USA. Här ägde den tredje och sista försöksomgången rum 1954 och området har fått ge namn åt hela försöksserien. Den här gången deltog två grupper av pojkar i lägerverksamheten. Varje grupp bestod av elva pojkar i åldern 11-12 år. Pojkarna hade likartad bakgrund; vita, protestanter och med normalbetyg i skolan. De kom från samma stad, Oklahoma City, men kände inte varandra sedan tidigare. De var ovetande om att de deltog i ett experiment och till en början kände de inte heller till den andra gruppens existens. Sherif och hans medarbetare låtsades vara vanlig lägerpersonal. De kunde följa hur grupperna, The Rattlers och The Eagles, i den första fasen (vecka 1) byggde upp samhörighet och hur de sedan reagerade när de blev varse den andra gruppen. Forskarlaget ingrep då (vecka 2) aktivt för att skapa fiendskap mellan grupperna, bland annat genom arrangera riggade tävlingar. Stämningen blev alltmer aggressiv, slagsmål utbröt som Sherif och hans kolleger fick avbryta.
I den tredje fasen (vecka 3) arrangerade personalen/forskarna händelser där pojkarna från båda grupperna skulle kunna samarbeta. Bland annat bad man dem om hjälp med att åter få igång lägrets vattenförsörjning som forskarna hade utsatt för ”sabotage”. Det var hårt arbete och pojkarna förstod att det skulle gå bättre om alla samarbetade. När pojkarna återvände hem efter tre veckors lägervistelse var alla goda vänner.
Sherif och hans medarbetare beskrev 1954 sina experiment i boken The Robbers Cave Experiment : Intergroup Conflict and Cooperation. Boken har blivit en klassiker inom socialpsykologin och ständigt kommit ut i nya upplagor. De som jämfört skildringen i boken med arkivmaterial har noterat att forskarna i boken har försökt att tona ner sina aktiva försök att hetsa pojkgrupperna mot varandra. Forskningsetiken har ifrågasatts och det skulle senare inte längre vara tillåtet att genomföra experiment av detta slag.

## Flugornas herre
Samma år som Robbers Cave-experimentet, 1954, gav den brittiske författaren William Golding ut sin roman Lord of the Flies (Flugornas herre på svenska). Den handlar om en grupp pojkar som efter en flygolycka försöker att organisera sig och överleva på en öde ö. Snart uppstår spänningar som övergår i anarki och våld. Lord of the Flies har setts som en skönlitterär motsvarighet till Robbers Cave-experimentet även om Golding sannolikt inte kände till Sherifs försök. Golding var pessimist och såg bristerna i samhället som en återspegling av människans mörka sidor. Forskarna däremot såg aggression och våld som en följd av sociala och ekonomiska omständigheter. Sherif hade sedan 1930-talet haft sympatier för socialismen. Hans medhjälpare vid Robbers Cave-experimentet, O.J. Harvey, har senare berättat att Sherif önskade ett resultat som skulle visa att samarbete var starkare än konkurrens. Sherif menade att deras experiment stödde denna tes.